# Тулуза-5
Тулуза-5 (фр. Toulouse-5, окс. Tolosa-5) — кантон во Франции, находится в регионе Юг — Пиренеи, департамент Верхняя Гаронна. Входит в состав округа Тулуза.
Код INSEE кантона — 3140. Кантон Тулуза-5 включает в себя часть коммуны Тулуза.

## Население
Население кантона на 2011 год составляло 27 835 человек.
| 1968 | 1975 | 1982 | 1990 | 1999   | 2006   | 2011   |
| ---- | ---- | ---- | ---- | ------ | ------ | ------ |
| —    | —    | —    | —    | 26 686 | 27 807 | 27 835 |